# برايان نابر
برايان نابر (بالإنجليزية: Brian Naber)‏ هو مدير فني أمريكي، ولد في 7 فبراير 1949.